# Río Nacimiento
Der nach einem etwa 500 Einwohner zählenden Ort benannte Río Nacimiento ist ein ca. 40 km langer Nebenfluss des Río Andarax in der andalusischen Provinz Almería im Südosten Spaniens.

## Verlauf
Der Río Nacimiento entsteht aus dem Zusammenfluss mehrerer Bergbäche etwa 12 km (Luftlinie) südwestlich des Ortes Abrucena in einer Höhe von ca. 1300 m; er fließt überwiegend in östlicher und in südlicher Richtung durch den Osten der Bergregion der Alpujarras und mündet schließlich etwa 1 km östlich von Terque in den Río Andarax.

## Nebenflüsse
In den Río Nacimiento münden zahlreiche Bergbäche (ramblas oder barrancos), die jedoch nur nach stärkeren oder langanhaltenden Regenfällen Wasser führen.

## Orte und Wirtschaft
Mehrere kleine bis mittelgroße Ortschaften säumen den Fluss. Die ehemals von Berbern initiierte und mit Hilfe von Wasserkanälen (acequias) betriebene Landwirtschaft wird heute teilweise unter Plastikfolien betrieben. Der Tourismus spielt keine bedeutsame Rolle.